# Lipsotelus
Lipsotelus là một chi bướm đêm thuộc phân họ Olethreutinae, họ Tortricidae Tortricidae.

## Các loài
- Lipsotelus anacanthus Diakonoff, 1973
- Lipsotelus armiger Diakonoff, 1973
- Lipsotelus lichenoides Walsingham, in Walsingham & Durrant, in Swinhoe, 1900
- Lipsotelus xyloides Diakonoff, 1973